# Cryptopygus caussaneli
Cryptopygus caussaneli är en urinsektsart som beskrevs av ?E. Thibaud 1996. Cryptopygus caussaneli ingår i släktet Cryptopygus och familjen Isotomidae. Inga underarter finns listade i Catalogue of Life.